# Aleksander Morawiec
Aleksander Morawiec herbu Ogończyk (zm. w 1670 roku) – cześnik lwowski w latach 1667-1670, sędzia kapturowy ziemi lwowskiej w 1668 roku.